# هيئة كفاءة الإنفاق والمشروعات الحكومية
هيئة كفاءة الإنفاق والمشروعات الحكومية (مركز تحقيق كفاءة الإنفاق سابقا) هي هيئة حكومية سعودية تعمل بالتنسيق مع المركز الوطني للتخصيص، لتمكين الأجهزة الحكومية من الالتزام بسقف الإنفاق المخصص في الميزانية وتحويل الصرف من عشوائي إلى منظم، بما يتوافق مع الخطط والبرامج والقرارات وما يصب في تحقيق رؤية السعودية 2030. في 23 فبراير 2021 صدر قرار مجلس الوزراء بضم البرنامج الوطني لدعم إدارة المشروعات والتشغيل والصيانة في الجهات العامة إلى مركز تحقيق كفاءة الإنفاق وتحويل المركز إلى هيئة باسم هيئة كفاءة الإنفاق والمشروعات الحكومية. حصلت الهيئة في عام 2022م على جائزة الجمعية الخليجية للصيانة والاعتمادية للتميز بحصولها على المركز الثالث بمنافسة 23 منظمة.

## مهام الهيئة
- وضع السياسات والإستراتيجيات الوطنية في مجال كفاءة التخطيط والإنفاق وإدارة المشروعات والأصول والمرافق.
- دراسة تفاصيل الإنفاق والممارسات التشغيلية والرأسمالية في الجهات الحكومية، وإبداء التوصيات حيالها، وتحديد فرص رفع كفاءة الإنفاق والرفع عما يلزم بشأنها.
- وضع المؤشرات ومعايير القياس والأدوات والمنهجيات والأساليب والآليات ذات الصلة بكفاءة الإنفاق والمشروعات، التي تسهم في تحقيق أهدافها.
- التنسيق مع الجهات الحكومية لتشكيل فرق عمل بداخلها، لرفع كفاءة الإنفاق، والارتقاء بجودة المشروعات.[1]
- اقتراح مشروعات الأنظمة ذات الصلة باختصاصات الهيئة، واقتراح تعديل المعمول به منها.

## أهداف الهيئة
- رفع كفاءة الإنفاق الحكومي بشقيه التشغيلي والرأسمالي
- إيجاد فرص وفر تمكن الحكومة من إدارة الإنفاق بشكل أفضل
- زيادة الخدمات بتكلفات أقل
- توجيه الإنفاق بما يدعم الأهداف التنموية.[6]

## أعضاء مجلس الإدارة[7]
| الإسم                      | المنصب                            |
| -------------------------- | --------------------------------- |
| محمد الجدعان               | رئيس مجلس الإدارة                 |
| فيصل الإبراهيم             | عضو مجلس الإدارة                  |
| المهندس/ أحمد الراجحي      | عضو مجلس الإدارة                  |
| المهندس/ عبدالله السواحة   | عضو مجلس الإدارة                  |
| بندر الخريف                | عضو مجلس الإدارة                  |
| المهندس/ عبدالرزاق العوجان | الرئيس التنفيذي، عضو مجلس الإدارة |

## وصلات خارجية
الموقع الرسمي للهيئة.